# Aeroportul Municipal Lordsburg
Aeroportul Municipal Lordsburg (IATA: LSB, ICAO: KLSB, FAA LID: LSB) este un aeroport din New Mexico, Statele Unite ale Americii.
Situat la o altitudine de 1.303,9344 m, aeroportul dispune de 1 pistă.

## Infrastructură

### Piste
Aeroportul dispune de o singură pistă. Pista 12/30 are suprafața de asfalt și dimensiunile 5.011 picioare × 75 picioare. 